# Măng Cành
Măng Cành là một xã thuộc huyện Kon Plông, tỉnh Kon Tum, Việt Nam.
Xã Măng Cành có diện tích 121 km², dân số năm 2019 là 2.390 người, mật độ dân số đạt 20 người/km².